# Petter Löfberg
Petter Löfberg, född 25 juli 1712, död 13 april 1799, var en svensk träsnidare verksam under 1700-talets mitt.
Han var son till Jöns Löfberg och hans hustru Catarina och från 1742 gift med Ingeborg Weiss när hon dör 1770 gifter han om sig 1774 med Christina (Stina) Borgström. Löfberg var verksam i trakterna kring Harlösa där hans verkstad var belägen. För Virke kyrka i Harjagers härad utförde han en altartavla 1749. Han utförde 1753 en altartavla till Remmarlövs kyrka som numera förvaras vid Kulturen i Lund.  Altartavlan från Remmelöv är helt barockbetonad såväl i dekoren som i corpustavlans kalvariegrupp, trots att rokokon vid denna tid var fullt utbredd i Skåne. Han utförde dessutom en del renoveringsarbeten på altartavlan i Billinge kyrka 1749.